# Wolfgang Kohlhaase

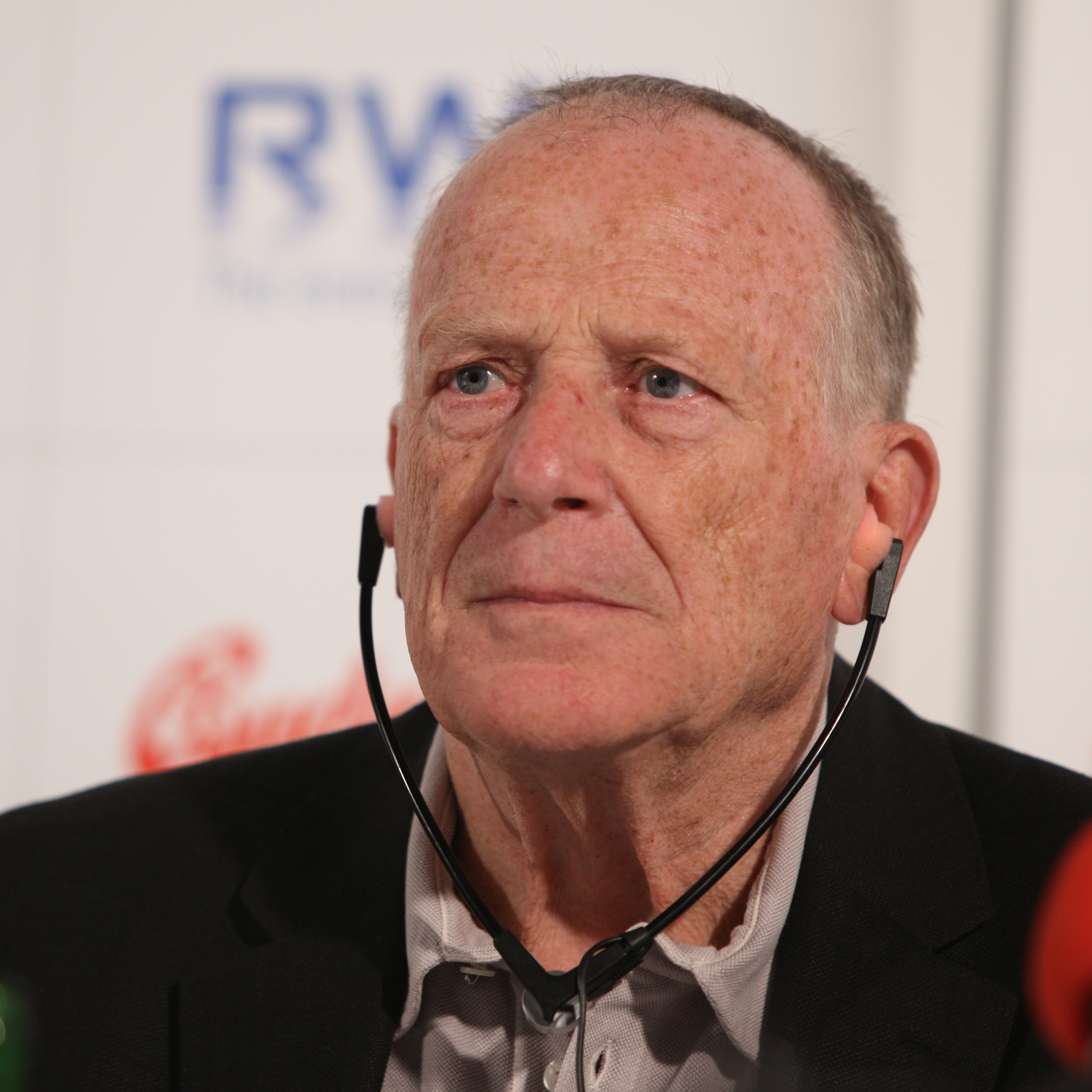
Wolfgang Kohlhaase (2009)

Wolfgang Kohlhaase (* 13. März 1931 in Berlin; † 5. Oktober 2022 ebenda) war ein deutscher Drehbuchautor, Regisseur und Schriftsteller. Er gilt als „einer der wichtigsten Drehbuchautoren der deutschen Filmgeschichte“. Seinen „vielfältigen Sprachwitz“ und seine „genaue Beobachtungsgabe einzelner Milieus“ setzen Regisseure und Filmkenner mit dem Können von Erich Kästner und Billy Wilder gleich.

## Leben und Werk
Wolfgang Kohlhaase war ein Sohn des Maschinenschlossers Karl Kohlhaase und dessen Frau Charlotte. Er wuchs in Berlin-Adlershof auf und besuchte die Volks- und Mittelschule. Schon während der Schulzeit begann er zu schreiben und wurde 1947 Volontär und Redakteur bei der Jugendzeitschrift Start. Er schrieb Kurzgeschichten und Porträts. Ein Exemplar von Start mit einem Artikel von Kohlhaase erreichte auch das sowjetische Kriegsgefangenenlager, in dem sich 1947 Kohlhaase senior befand. Sein Vater stieg damit bei der Gefängnisleitung im Ansehen; er erhielt sowohl mehr Essen als auch leichtere Arbeit und konnte so das Lager überleben. Der Sohn wurde später Mitarbeiter der FDJ-Zeitung Junge Welt. Von 1950 bis 1952 arbeitete er als Dramaturgie-Assistent bei der DEFA in Potsdam-Babelsberg. Ab 1952 war Kohlhaase freischaffender Drehbuchautor und Schriftsteller. Seine erste Nennung als Drehbuchautor erhielt er 1953 in dem Kinderfilm Die Störenfriede.
Seine ersten Filme, die er vor allem mit seinem Freund Gerhard Klein umsetzte, orientierten sich am Stil des italienischen Neorealismus. Dem Sozialdrama Berlin – Ecke Schönhauser… (1956/57) mit Ekkehard Schall als einem rebellischen und Orientierung suchenden Hauptdarsteller wurde von offizieller Seite allerdings eine „zu große Konzession“ an den Neorealismus und eine zu negative Sichtweise vorgeworfen. 1965 wurde ihr Filmprojekt Berlin um die Ecke nach den Beschlüssen des XI. Plenums des ZK der SED vorzeitig beendet und verboten. In diesem Spielfilm war der Hauptspielort die Fabrik, wo Kohlhaases Vater als Reparaturschlosser gearbeitet hatte (1987 konnte der Film fertiggestellt werden). Danach zog er sich vorläufig vom Drehbuchschreiben zurück und verlegte sich auf schriftstellerische Arbeit. Ab Ende der 1960er Jahre arbeitete er mit dem Regisseur Konrad Wolf zusammen. Aus ihrer gemeinsamen Arbeit gingen mehrere international prämierte Spielfilme hervor, darunter Ich war neunzehn (1968) und Solo Sunny (1980).
Über die Filmarbeit in der DDR sagte er: „Die DDR hatte immer ein Defizit an öffentlichem Gespräch, sie hat sich die Auseinandersetzung mit ihren nicht gelösten Lebensproblemen nicht recht zugetraut, (...). Nichts anderes wollten wir damals machen, als Fragen in die Öffentlichkeit bringen, verdeckte Zustände im Bewußtsein haben, Probleme vergesellschaften. Genau danach wurde gerufen, nach Nachrichten aus der Welt. Aber wenn sie dann da waren, waren sie nicht sehr beliebt.“
Nach 1990 blieb Kohlhaase im Filmgeschäft; unter anderem zeichnete er mit Volker Schlöndorff „das heikle Kapitel des Exils von RAF-Mitgliedern in der DDR auf eine sensible Weise nach“ (Die Stille nach dem Schuss, 2000). Nach der Jahrtausendwende arbeitete er dreimal mit dem Regisseur Andreas Dresen zusammen: Sommer vorm Balkon (2005), Whisky mit Wodka (2009), Als wir träumten (2015). An Dresen schätze er besonders seine „freundliche“, „beinahe zärtliche“ Sicht- und Umgangsweise mit den Schauspielern und ihren dargestellten Figuren. Dresen wiederum bestätigte, dass Kohlhaase und er dieselbe „Sicht auf Welt und Menschen“ teilen. Kohlhaases Kunst habe immer etwas mit Partnerschaft und Freundschaft zu tun.
Seine Drehbücher handeln von Geschichten aus dem Alltag und zeigen sein Interesse an einer differenzierten, realistischen Darstellung der Protagonisten und ihrer jeweiligen Lebensumstände. Am Stil seiner Drehbuchdialoge wird „ein knapper, lakonischer Ton“ geschätzt, ein „Dialogwitz“, der „lebensklug“ und „melancholisch, manchmal sogar bitter“ wirke. Anlässlich der Verleihung des Goldenen Ehrenbären für sein Lebenswerk auf der Berlinale 2010 lobte die Jury Kohlhaases „Gespür für Authentizität in seinen Figuren wie in seinen Geschichten, seine lakonische, sehr ökonomische Sprache und seine feine Ironie.“
An verschiedenen Hochschulen gab er Kurse über das Schreiben von Drehbüchern.

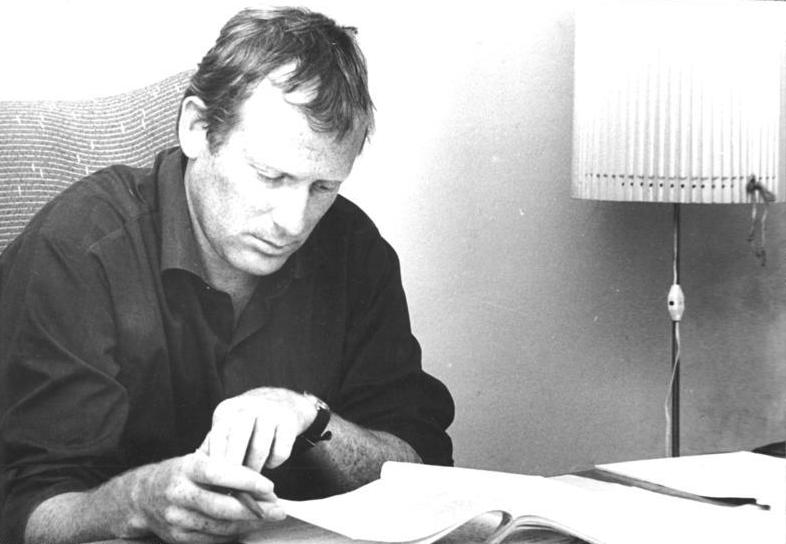
Wolfgang Kohlhaase (1971)

Ab 1970 war Kohlhaase Mitglied im PEN-Zentrum Deutschland, 1972 wurde er Mitglied der Akademie der Künste der DDR und 1991 wurde er in die Akademie der Künste Berlin-Brandenburg übernommen. Der Verband deutscher Drehbuchautoren (VDD) ernannte ihn auf der Berlinale 2011 zum Ehrenmitglied.
Am 8. April 2011 erhielt er von der Deutschen Filmakademie die Lola für sein Lebenswerk. In seiner Dankesrede sagte er: „Ich bin nicht nur erfreut, sondern auch ermutigt. Und das braucht man in jedem Alter.“

## Privatleben

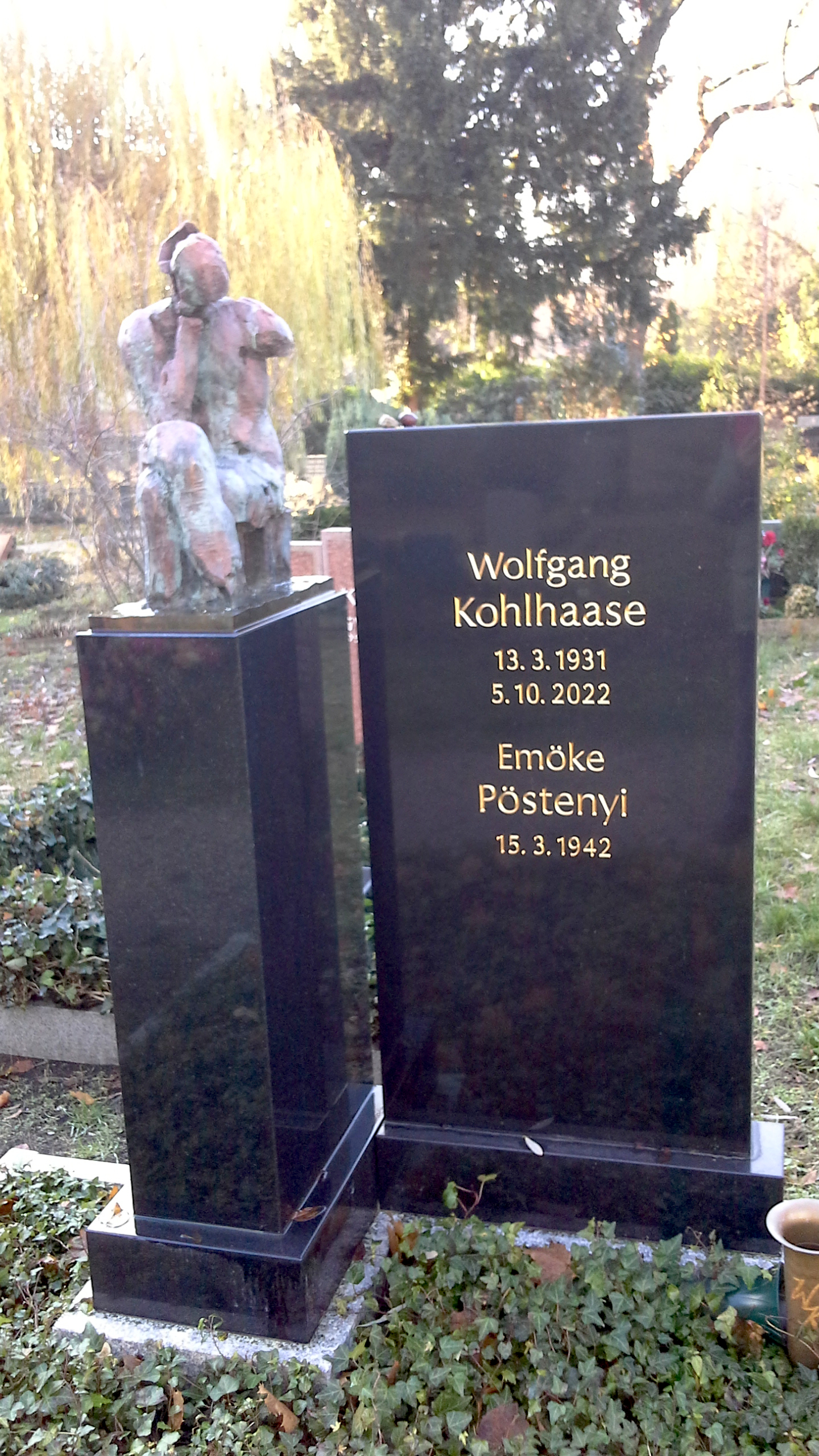
Grab Kohlhaases auf dem Französischen Friedhof

Kohlhaase lebte in Berlin und Reichenwalde und war mit der Tänzerin und Choreografin Emöke Pöstenyi verheiratet. Ein Hobby von ihm war Boxen; über Jahrzehnte hin boxte er in der Seniorengruppe bei der SG NARVA Berlin. Wolfgang Kohlhaase starb im Oktober 2022 im Alter von 91 Jahren und wurde auf dem  I. Französischen Friedhof an der Chausseestraße beigesetzt.

## Filmografie
Drehbuch
- 1953: Die Störenfriede – Regie: Wolfgang Schleif
- 1954: Alarm im Zirkus – Regie: Gerhard Klein
- 1956: Eine Berliner Romanze – Regie: Gerhard Klein
- 1957: Berlin – Ecke Schönhauser… – Regie: Gerhard Klein
- 1959: Der schweigende Stern – Regie: Kurt Maetzig
- 1961: Der Fall Gleiwitz – Regie: Gerhard Klein
- 1962: Josef und alle seine Brüder (Fernsehfilm) – Regie: Erwin Stranka
- 1963: Sonntagsfahrer – Regie: Gerhard Klein
- 1965: Berlin um die Ecke – Regie: Gerhard Klein (zunächst unvollendet, Uraufführung 1987)
- 1968: Ich war neunzehn – Regie: Konrad Wolf
- 1970: Fisch zu viert (Fernsehfilm)
- 1973: Turek erzählt (Mitarbeit)
- 1974: Der nackte Mann auf dem Sportplatz – Regie: Konrad Wolf
- 1976: Mama, ich lebe [19] – Regie: Konrad Wolf
- 1977: Ein Trompeter kommt – (TV, nach seinem gleichnamigen Hörspiel) Regie: Edgar Kaufmann
- 1978: Der Übergang – Regie: Orlando Lübbert
- 1980: Solo Sunny – Regie: Konrad Wolf
- 1982: Der Aufenthalt – Regie: Frank Beyer
- 1984: Die Grünstein-Variante[20] – Regie: Bernhard Wicki
- 1985: Die Zeit die bleibt – Regie: Lew Hohmann
- 1989: Der Bruch – Regie: Frank Beyer
- 1992: Begräbnis einer Gräfin (Fernsehfilm)
- 1997: Der Hauptmann von Köpenick – Regie: Frank Beyer
- 2000: Die Stille nach dem Schuss – Regie: Volker Schlöndorff
- 2002: Baby – Regie: Philipp Stölzl
- 2005: Sommer vorm Balkon – Regie: Andreas Dresen
- 2009: Haus und Kind – Regie: Andreas Kleinert
- 2009: Whisky mit Wodka – Regie: Andreas Dresen
- 2011: I Phone You – Regie: Tang Dan
- 2011: Nagel zum Sarg – Regie: Philipp Döring (Vorlage)
- 2015: Als wir träumten – Regie: Andreas Dresen
- 2017: In Zeiten des abnehmenden Lichts – Regie: Matti Geschonneck

Regie
- 1979: Solo Sunny – Buch; Co-Regie mit Konrad Wolf
- 1992: Inge, April und Mai – Buch; Regie mit Gabriele Denecke
- 1998: Victor Klemperer – Mein Leben ist so sündhaft lang – Buch und Regie mit Ullrich H. Kasten

Darüber hinaus basiert der Film Persischstunden (2020) auf einer Erzählung von Wolfgang Kohlhaase mit dem Titel Erfindung einer Sprache.

## Bücher (Auswahl)
- Alarm im Zirkus. Berlin 1954.
- Eine Berliner Romanze. Berlin 1956.
- Fisch zu viert. in: Hörspiele 9, Henschelverlag Berlin 1969, S. 99–145.
- Fragen an ein Foto. in: Hörspiele 10, Hörspiele, Henschelverlag Berlin 1970, S. 9–42.
- Ein Trompeter kommt. in: Das Modell, Hörspiele, Henschelverlag Berlin 1972, S. 112–156.
- Nagel zum Sarg. Geschichten. Berlin 1976.
- Silvester mit Balzac und andere Erzählungen. Berlin 1977; Edition Schwarzdruck, Berlin 2003, ISBN 978-3-935194-15-0; Berliner Taschenbuch Verlag BVT 2006, ISBN 978-3-8333-0450-7; Berlin Verlag, Berlin 2006, ISBN 978-3-8333-0450-7.
- Die Grünstein-Variante. Eine Geschichte in Erinnerung an Geschichten, die Ludwig Turek erzählt hat. Hörspiele. Berlin 1980, S. 19–48.
- Fisch zu viert. Ein Moritatsachenbericht über eine höchst beklagenswerte Affäre im Jahre 1838 sowie im Märkischen bei Neuruppin. München 1981.
- Der Bruch – Das Buch zum Film. Lübbe, Bergisch Gladbach 1989, ISBN 3-404-13221-1.
- Sommer vorm Balkon. Mit Interviews von Regine Sylvester; ill. Aufbau-Taschenbuch-Verlag, Berlin 2005, ISBN 3-7466-2189-5.
- Erfindung einer Sprache und andere Erzählungen. Mit einem Nachwort von Andreas Dresen. Verlag Klaus Wagenbach, Berlin 2021, ISBN 978-3-8031-3335-9.
- Um die Ecke in die Welt. Über Filme und Freunde. Hrsg. von Günter Agde, erweiterte Nachauflage. Verlag Neues Leben, Berlin 2021, ISBN 978-3-355-01903-3.

## Hörspiele
- Fisch zu viert – ein Moritatenbericht über eine höchst beklagenswerte Affäre im Jahre 1838 sowie im Märkischen bei Neuruppin, zusammen mit Rita Zimmer, Regie: Günther Rücker, Musik: Reiner Bredemeyer, Dramaturgie: Wolfgang Beck, mit I. Keller, M. Traute, E. Grube-Deister und F. Düren, Ursendung: 25. August 1968, Berliner Welle / Rundfunk der DDR.
- Fragen an ein Foto, Regie: Hellmuth Hellstorff, Dramaturgie: Wolfgang Beck mit K. Böwe, G. Naumann, G. Andreae u. R. Quednor, Ursendung: 14. September 1969, Radio DDR I.
- Fisch zu viert, zusammen mit Rita Zimmer, Regie: Gert Westphal, mit A. Seeck, E. Wiedemann, G. Zoch und R. Lauffen, Erstsendung: 5. Oktober 1970, Hessischer Rundfunk.
- Fisch zu viert, zusammen mit Rita Zimmer, Regie: Robert Bichler, Musik: Emil Moser, mit R. Schäfer, L. Westphal, A.-M. Blanc, K. Schwarzkopf, DRS 1971.
- Ein Trompeter kommt, Regie: Fritz-Ernst Fechner, Musik: Rolf Kuhl, Dramaturgie: Wolfgang Beck, mit E. S. Klein, H. Drinda, M. Wünscher, R. Glöss, F. Düren, G. Thies und E. Kahler, Ursendung: 14. Oktober 1970; Radio DDR I.
- Fisch zu viert, zusammen mit Rita Zimmer, Regie: Klaus Gmeiner, mit H. Mikulicz, S. Sutter, G. Zoch, M. Heltau und J. Frank, ORF/SFB 1972.
- Ein Trompeter kommt, Regie: Otto Düben, Musik: Peter Zwetkoff, mit E. Jacobi, P. Striebeck, H. Anders, U. Herwig, H. Korte, K. M. Vogler, Erstsendung: 2. Juli 1973, Hessischer Rundfunk.
- Die Grünstein-Variante – Eine Geschichte in Erinnerung an Geschichten, die Ludwig Turek erzählt hat, Regie: Günther Rücker und Barbara Plensat, Musik: Tilo Medek, Dramaturgie: Wolfgang Beck, mit K. Böwe (Grünstein), R. Ludwig (Lodek), H. Hiemer (Grieche), W. Dissel (Gefängnisdirektor), H. Gärtner (Student), P. Poschniezew (Wärter), Ursendung: 25. Dezember 1976, Stimme der DDR.
- Die Grünstein-Variante – Eine Geschichte in Erinnerung an Geschichten, die Ludwig Turek erzählt hat, Regie: Günther Rücker und Barbara Plensat, Musik: Wolfgang Bayer, Dramaturgie: Wolfgang Beck, mit K. Böwe (Lodek), W. Greese (Grünstein), H. Hiemer (der Grieche), H. Hauser (Gefängnisdirektor) und R. Christoph (Wärter), Erstsendung: 8. Mai 1977, Radio DDR I.[21] auch auf Schallplatte Litera 865 432, auf Magnetkassette in Cotta’s Hörbühne, Klett-Verlag, Stuttgart 1988 sowie als Hörbuch bei Der Audio Verlag 2002, ISBN 978-3-89813-176-6.
- Fisch zu viert zusammen mit Rita Zimmer – Kunstkopfversion – Regie: Horst Liepach, Musik: Reiner Bredemeyer, Dramaturgie: Wolfgang Beck mit L. Tempelhoff, H. Kipp, M. Bendokat und J. Holtz, Erstsendung: 21. August 1981, Berliner Rundfunk.
- Fisch zu viert, zusammen mit Rita Zimmer, Regie: Horst Sachtleben, Musik: Ernst August Quelle, mit Edda Seippel, L. Im, E. Endriss, H. Korte und E. Hallhuber, Erstsendung: 8. Dezember 1986, BR.
- Erfindung einer Sprache, Bearbeitung und Regie: Barbara Meerkötter, Musik: Martin Daske, mit S. Icks, B. Zamani, R. Dittrich, L. Liebold, Erstsendung: 29. April 2008, SWR2.

## Auszeichnungen

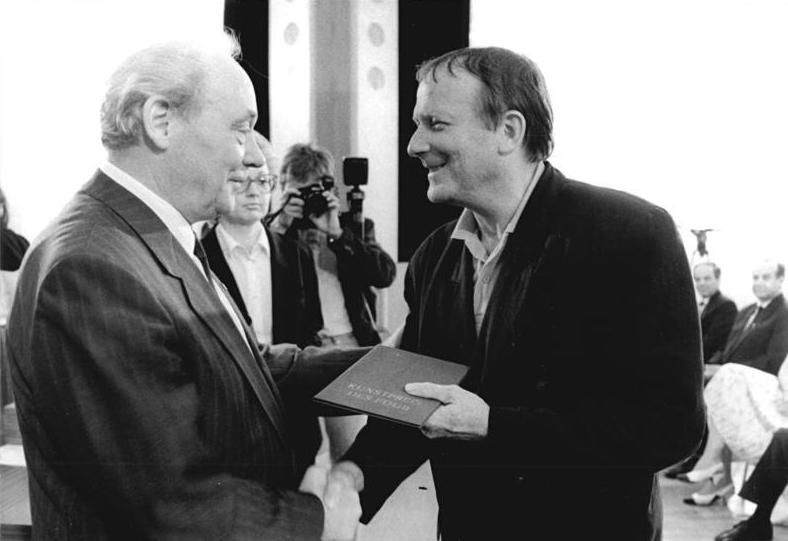
Wolfgang Kohlhaase (rechts) erhält den Kunstpreis des Freien Deutschen Gewerkschaftsbunds, 1989

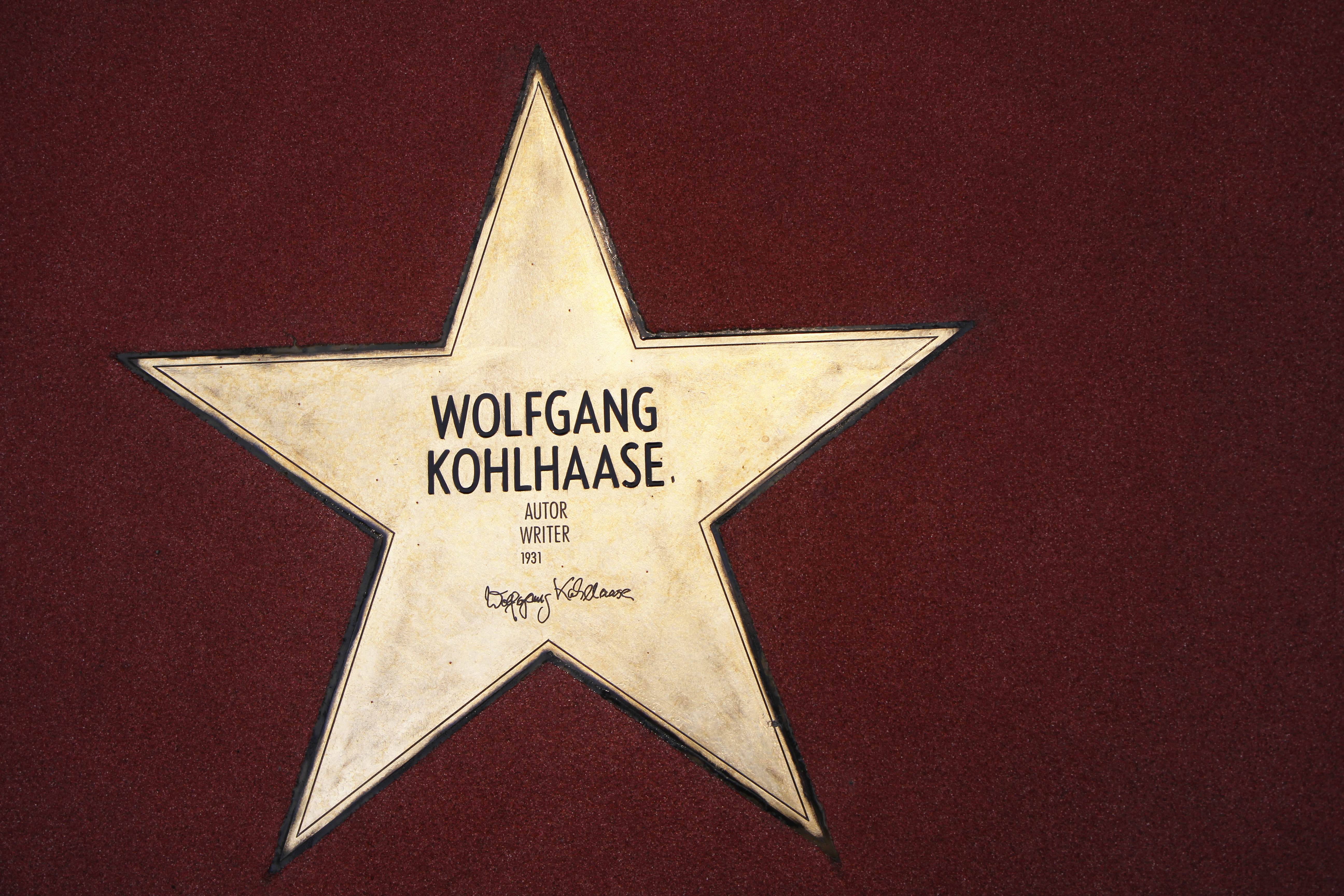
Stern von Wolfgang Kohlhaase auf dem Boulevard der Stars in Berlin

- 1954: Nationalpreis der DDR III. Klasse
- 1968: Nationalpreis der DDR I. Klasse (im Kollektiv)
- 1974: Goethepreis der Stadt Berlin
- 1977: Prix Italia for radio drama für Die Grünstein-Variante
- 1977: Nationalpreis der DDR II. Klasse
- 1980: Internationale Filmfestspiele Berlin: FIPRESCI-Preis sowie Preis der Leserjury der Berliner Morgenpost (für Solo Sunny)
- 1980: 1. Nationales Spielfilmfestival der DDR: Beste Regie (gemeinsam mit Konrad Wolf für Solo Sunny)
- 1981: Banner der Arbeit Stufe I
- 1984: 3. Nationales Spielfilmfestival der DDR: Bestes Drehbuch (für Der Aufenthalt)
- 1989: Vaterländischer Verdienstorden in Silber
- 1990: Helmut-Käutner-Preis
- 1990: Ernst-Lubitsch-Preis (für Der Bruch)
- 2000: Europäischer Filmpreis: Nominiert in der Kategorie Bester Drehbuchautor (für Die Stille nach dem Schuss)
- 2005: Preis des San Sebastián International Film Festival in der Kategorie Bestes Drehbuch (für Sommer vorm Balkon)
- 2006: Preis der DEFA-Stiftung für die Verdienste um den deutschen Film
- 2007: Bundesverdienstkreuz am Bande (4. Oktober 2007)[22]
- 2009: Drehbuchpreis für Haus und Kind, Filmkunstfest Mecklenburg-Vorpommern
- 2010: Goldener Ehrenbär
- 2010: Stern auf dem Boulevard der Stars in Berlin
- 2011: Ehrenmitglied des Verbands deutscher Drehbuchautoren (VDD)
- 2011: Deutscher Filmpreis: Ehrenpreis [9]
- 2011: Verdienstorden des Landes Brandenburg[23]
- 2015: Goldener Ochse, Ehrenpreis des Filmkunstfests Mecklenburg-Vorpommern [24]
- 2021: Verdienstorden des Landes Berlin

## Dokumentarfilme
- Wolfgang Kohlhaase – Drehbuchautor. Gespräch, Deutschland, 2015, 30:15 Min., Moderation: Jörg Thadeusz, Regie: Thomas Neuner, Produktion: Räuberleiter GmbH, rbb, Reihe: Thadeusz, Erstsendung: 3. Februar 2015 bei rbb, Inhaltsangabe von rbb, (Memento vom 8. Februar 2015 im Webarchiv archive.today).
- Leben in Geschichten – Wolfgang Kohlhaase. Fernseh-Dokumentation, Deutschland, 2006, 45 Min., Buch und Regie: Lutz Pehnert, Produktion: cine film, arte / rbb, Erstausstrahlung: 18. August 2007 in arte, Inhaltsangabe von arte, (Memento vom 21. Juli 2012 im Webarchiv archive.today).
- Zeitzeugengespräch: Wolfgang Kohlhaase. Langfassung. Gespräch, Deutschland, 2001, 252 Min., Moderation: Ralf Schenk, Film-Daten von Progress Film-Verleih.
- Eine gewisse Freiheit. Wolfgang Kohlhaase – Drehbuchautor. Dokumentarfilm, Deutschland, 1989, 40 Min., Buch und Regie: Dorothea Neukirchen, Produktion: WDR, Film-Daten von ARD.